# Bisdom Garagoa
Het bisdom Garagoa (Latijn: Dioecesis Garagoënsis) is een rooms-katholiek bisdom met als zetel Garagoa, in Colombia. Het bisdom is suffragaan aan het aartsbisdom Tunja. 

## Geschiedenis
Het bisdom werd opgericht op 26 april 1977, uit delen van het aartsbisdom Tunja. 

## Parochies
Het bisdom had in 2021 een oppervlakte van 4.400 km2 en telde 139.210 inwoners waarvan 96,2% rooms-katholiek was.

## Bisschoppen
- Juan Eliseo Mojica Oliveros (26 april 1977 - 27 december 1989)
- Guillermo Alvaro Ortiz Carrillo (27 december 1989 - 24 februari 2000)
- José Vicente Huertas Vargas (23 juni 2000 - 15 juni 2017)
- Julio Hernando García Peláez (15 juni 2017 - heden)

## Galerij van afbeeldingen

Wapen van het bisdom Garagoa

Tunja (aartsbisdom) · Chiquinquirá · Duitama-Sogamoso · Garagoa · Yopal